# ألين إيمرسون
ألين إيمرسون (بالإنجليزية: E. Allen Emerson) ولد في 2 يونيو 1954 عالم حاسوب أمريكي، اشتهر في مجال علم الحاسوب بمساهماته في، فاز بجائزة تورنغ في عام 2007.

## وصلات خارجية
- ألين إيمرسون في شجرة علماء الرياضيات